# Cypholoba divisa
Espèce
Synonymes
- Anthia divisa
- Cypholoba circumcincta (Chaudoir, 1861)
- Cypholoba amboensis (Peringuey, 1896)
- Cypholoba circumscripta (Rousseau, 1905)
- Cypholoba elegans (Benard, 1922)

Cypholoba divisa est une espèce de coléoptères de la famille des Carabidae, de la sous-famille des Anthiinae, de la tribu des Anthiini et de la sous-tribu des Cypholobina. Elle est trouvée dans le sud-ouest de l'Afrique.